# Richard Taruskin
Richard Taruskin (Nueva York, 2 de abril de 1945-Oakland, California; 1 de julio de 2022) fue un reconocido director, crítico, musicólogo y escritor estadounidense perteneciente al período de finales del siglo XX.

## Biografía
Estudió música y musicología en la Universidad de Columbia (Nueva York). Fue profesor en esta universidad y, a la misma vez, trabajó como director coral, intérprete (viola da gamba) —también destacó en el campo interpretativo de su instrumento— y director de conjuntos de música antigua durante los años 70 y 80. Recientemente, se desempeñaba como profesor de musicología del Departamento de Música de la Universidad de California (Berkeley) además de ser un gran crítico reconocido en artículos periodísticos de musicología y crítica musical en medios como el New York Times o New Republic. Investigó sobre todo, la música en Rusia (historia y análisis) —incluso en su trabajo de fin de posgrado habló estrechamente de la ópera de Rusia de la década de 1860—, el nacionalismo y el modernismo musical, la canción del siglo XV, la música antigua y aspectos de Stravinsky. Cabe una especial mención a su título Oxford Oxford History of Western Music —exposición profunda de la música Occidental desde (aprox.) el siglo XVII hasta finales del XX en cinco volúmenes—, que se ha convertido en lectura indispensable para quien desea conocer a fondo la historia de la música. 
Además recibió una gran cantidad de premios —cuatro de ellos de la Sociedad Americana de Musicología—: El [Noah Greenberg] (1978), el Premio Alfred Einstein (1980), y el Premio Kinkeldey (1997 y 2006). También le concedieron la [Medalla Dent] (1987) y la Royal Philharmonic Society le dio la medalla de oro en 1997 por su libro "Stravinsky and the Russian Traditions" en 1996, añadiendo que hizo la edición de los volúmenes de la música renacentista bajo el Premio Greenberg (1978) y el Premio Alfred Einstein (1980) ya mencionados.

## Obras más relevantes del autor
- Musorgsky: Eight Essays and an Epilogue,  Princeton: Princeton University Press, 1993.
- Stravinsky and the Russian Traditions:  A Biography of the Works through Mavra, Berkeley: University of California Press, 1996.
- Defining Russia Musically: Historical and Hermeneutical Essays, Princeton, N.J.: Princeton University Press, 1997. (Reprinted, 2001)
- Oxford History of Western Music, 6 vols. New York: Oxford University Press, 2005
- Music in the Western World: A History in Documents, 2nd ed. Belmont, Calif.: Thomson-Schirmer, 2007
- The Danger of Music, and Other Anti-Utopian Essays, Berkeley and Los Angeles: University of California Press, 2008
- Text and Act: Essays on Music and Performance. 382 p. New York: Oxford University, 1995.